# قانون الزواج 2015
قانون الزواج 2015 (رقم 35 لعام 2015؛; في وقت سابق مشروع القانون رقم 78 لعام 2015) هو قانون سنه البرلمان الأيرلندي ينص على تشريع زواج المثليين في جمهورية أيرلندا. يعطي القانون التأثير التشريعي في القانون الأساسي للتعديل الرابع والثلاثين للدستور الأيرلندي، التي ينص على ذلك. تم تقديمه في 15 سبتمبر 2015 وتوقيعه ليصبح قانونًا في 29 أكتوبر 2015، وبدأ (دخل حيز التنفيذ) في 16 نوفمبر 2015.

## الخلفية
تمت الموافقة على التعديل الرابع والثلاثين للدستور الأيرلندي عن طريق استفتاء في 22 مايو 2015. وهو يجعل الاعتراف بزواج المثليين إجباريًا وليس اختياريًا. في آذار/مارس 2015، نشرت وزارة العدل والمساواة المخطط العام لمشروع قانون الزواج 2015، الذي يحدد التغييرات الواجب إدخالها على قانون الزواج في حالة سن التعديل المقترح. شعر المحامي بنديكت أو فلوين أنه كان ينبغي الانتهاء من صياغة مشروع القانون قبل الاستفتاء، لتقليل الثغرات التي يكون فيها القانون الأساسي خارج نطاق الدستور. أملت حكومة حزب فاين غايل وحزب العمال أن يتم سن قانون الزواج قبل العطلة الصيفية للبرلمان، لكن التغيير الدستوري لم يدخل حيز التنفيذ حتى 29 أغسطس 2015 عندما تم توقيع مشروع قانون التعديل من قبل الرئيس؛ تم تأجيله إلى أن رفضت محكمة الاستئناف التماسين للطعن في إجراء الاستفتاء. أعلنت الحكومة عن عزمها سن قانون الزواج «في أقرب وقت ممكن» بعد استئناف مجلس النواب العمل في 22 سبتمبر 2015. تمت الموافقة على مشروع القانون في اجتماع لمجلس الوزراء في 16 سبتمبر للنشر اليوم التالي.

## الأحكام
تتضمن أحكام القانون إزالة المنع التشريعي السابق بشأن زواج الأزواج المثليين، والسماح بتسجيل حالات زواج المثليين الأجنبية في أيرلندا كزواج وليس كشراكات مدنية، وحل الشراكة المدنية إذا تزوج الشركاء بعضهم البعض. وسيسمح لعاقدي الزواج المصرح بهم من الجماعات الدينية برفض عقد احتفالات زواج المثليين. يشترط قانون الاعتراف بالجندر 2015 أن يكون الشخص المتحول جنسياً غير متزوج للاعتراف بتغيير الجنس القانوني؛ يعتزم مشروع قانون الزواج إزالة هذا القيد.
ينص القانون على أن طلبات الشراكة المدنية في الانتظار عند دخوله حيز التنفيذ يمكن تحويلها إلى طلبات الزواج. بموجب هذا الحكم، وقعت أول حالات زواج المثليين. بعد ستة أشهر من دخول القانون حيز التنفيذ، لم تعد الشراكات المدنية الجديدة متاحة. كان تفسير الوزير:
لقد تم إخباري أنه لن يكون دستوريًا أن تكون الشراكة المدنية متاحة وأن يتم فتحها أمام الشركاء المغايرين لأن هذا من شأنه أن يخلق خطر جعل الشراكة المدنية منافسًا محتملًا للزواج. توضح جميع النصائح التي قدمت لي أن إتاحة علاقة شبيهة بالزواج من شأنه أن ينتهك التعهد الدستوري «بحماية مؤسسة الزواج، التي تأسست عليها الأسرة، وحمايتها من الاعتداء».دخل القانون حيز التنفيذ بأمر وزاري عبر الصك القانوني بدلاً من التشريع تلقائيًا. سمحت فيتزجيرالد بالتأخير لتمكين مسجلي الزواج من سؤال الأزواج الذين لديهم تسجيلات شراكة مدنية في الانتظار ما إذا كانوا يرغبون في الزواج بدلاً من ذلك. ذكرت صحيفة ذي آيرش تايمز في 31 أكتوبر أن تاريخ البدء سيكون 16 نوفمبر. تم تأكيد ذلك عندما تم توقيع الأمر في 10 نوفمبر.

## تمرير القانون
تم تقديم القراءة الثانية لمشروع القانون في مجلس النواب الأيرلندي بواسطة الوزيرة فرانسيس فيتزجيرالد في 23 سبتمبر 2015، وهو اليوم الثاني من جلسة الخريف؛ تم استباق نشاط اليوم السابق من خلال اقتراح بالثقة يتعلق بلجنة فنيلي. بعد القراءة الثانية، أحيل مشروع القانون إلى اللجنة المختارة المعنية بالعدل والدفاع والمساواة. نظرت اللجنة في مشروع القانون في 30 سبتمبر ولم تقم بأي تعديلات، على الرغم من أن مايكل ماكنمارا قد أخبر أنه سيقترح في مرحلة التقرير إزالة حكم مشروع القانون الذي ينهي منح الشراكات المدنية. أصدر نايل كولينز انتقادات لتعديل مشروع القانون لقانون المعاشات التقاعدية، والذي قالت فيتزجيرالد إنه سيتم تناوله في «قانون التمويل والميراث» منفصل. في مرحلة التقرير في 7 أكتوبر، تم قبول تعديلين من الوزيرة، في حين تم رفض تعديل ماكنمارا بشأن الشراكات المدنية لأسباب دستورية قدمها فيتزجيرالد، وتم رفض تعديل آخر للسماح بتسجيل مزيد من عاقدي الزواج كأمر خارج نطاق مشروع القانون. مر مشروع القانون على الفور في المرحلة النهائية في مجلس النواب.
كان من المقرر تقديم مشروع القانون في مجلس الشيوخ الأيرلندي في 15 أكتوبر، ولكن تم إلغاء جلسة اليوم لحضور الجنازة الرسمية للشرطي توني غولدن. تم إعادة جدولة مشروع القانون في 20 أكتوبر ومر في المرحلة الثانية في نفس اليوم. تم الانتهاء من المراحل المتبقية من مجلس الشيوخ دون تعديل في 22 أكتوبر. تم سحب تعديل جيليان فان تورنهاوت، لإزالة سلطة المحاكم للسماح بزواج الأشخاص دون سن 18 عامًا، كأمر خارج نطاق مشروع القانون؛ سحب ديفيد نوريس تعديلا حول المعاش التقاعدي مشابه لتعديل مايكل مكنامرا في مجلس النواب كمسألة لوزارة الإنفاق العام والإصلاح؛ تمت معارضة تعديل رونان مولن، الذي كان يهدف إلى ضمان عدم إجبار المتدينين من عاقدي الزواج على قول لـ «الزوج» عوض «الزوج» و «الزوجة» في احتفالاتهم، من قبل الوزير باعتباره زائداً عن الحاجة، وتم التصويت ضده. كان مولن السيناتور الوحيد الذي ضوت ضد في المرحلة النهائية لمشروع القانون.
وفقًا للدستور، تم إرسال مشروع القانون إلى مكتب رئيس أيرلندا، والذي يتعين عليه توقيعه ليصبح قانونًا بعد مرور خمسة أيام على سبعة أيام. بما أن الرئيس مايكل دي هيغينز كان في زيارة رسمية للولايات المتحدة، تم بالفعل توقيع القانون من قبل اللجنة الرئاسية. في 10 نوفمبر 2015، في حفل أقيم في قلعة دبلن، وقعت الوزيرة فيتزجيرالد الترتيب الذي سيبدأ العمل في الفترة من 16 نوفمبر، ووقعت جوان بيرتون، وزيرة الحماية الاجتماعية أمرا منفصلا بتعديل لوائح التسجيل المدني لحالات الزواج التي تم تحويلها من الشراكات المدنية. تم عقد حفل زواج المثليين الأول في الساعة 8:30 صباحًا في 17 نوفمبر 2015 في كلونميل، مقاطعة تيبيراري.